# Redcliffe (Australien)
Redcliffe ist ein Stadtteil (suburb) von Brisbane, der Hauptstadt des australischen Bundesstaats Queensland. Er liegt auf der Halbinsel Redcliffe Peninsula in der Moreton Bay etwa 28 Kilometer nordöstlich des Stadtzentrums der Metropole.
Am 13. September 1824 wurde am Red Cliffs Point die erste Strafkolonie in Queensland gegründet. Diese zog im Jahr darauf an den Brisbane River um und es dauerte bis zum Ende des 19. Jahrhunderts, bis Redcliffe erneut besiedelt wurde. Nachdem die Verkehrsanbindung in den 1930ern verbessert war, wuchs die Siedlung zu einer Stadt mit heute etwa 10000 Einwohnern (Stand 2016).
In Redcliffe begann die Karriere der vor allem in den späten 1960er und 70er Jahren weltweit erfolgreichen Popgruppe The Bee Gees.

## Söhne und Töchter der Stadt
- Neil Borwick (* 1967), Tennisspieler
- Rod Pampling (* 1969), Golfer
- Lisa McShea (* 1974), Tennisspielerin
- Tarnee White (* 1981), Schwimmerin
- Daniel Leach (* 1986), Fußballspieler
- Jodie Kenny (* 1987), Hockeyspielerin
- Taylor McKeown (* 1995), Schwimmerin
- Teagan Micah (* 1997), Fußballspielerin
- Kaylee McKeown (* 2001), Schwimmerin